# Табунщиково
Табунщиково — село в Красносулинском районе Ростовской области.
Административный центр Табунщиковского сельского поселения.

## География

### Улицы
| - ул. Гагарина, - ул. Заречная, - ул. Комсомольская, - ул. Крупской, - ул. Ленина, - ул. Октябрьская, - ул. Советская, - ул. Школьная, | - пер. Гаражный, - пер. Клубный, - пер. Космонавтов, - пер. Северный. |

## История
На картах Войска Донского от 1822 года уже существует упоминание Табунщиков, Журавской. Первое упоминание было датировано в 1837 году, первоначальное название Николаево Журавский, вторая приставка в названии дана в честь двух балок: Малая журавка и Большая журавка. Количество проживающих казаков по неподтвержденным данным составляло 5 семей (данные 1876 года).
Основателем является казак отставной войсковой старшина Табунщиков Яков Яковлевич 1767 года рождения. Сын генерал-майора Якова Петровича Табунщикова, героя Турецкой войны 1773 года которому был выделен Императрицей  Екатериной II земельный участок за службу Отечеству. Сам Табунщиков проживал в городе Новочеркасске. Управляющий вел дела хутора. На 13 января 1889 года в хуторе Николо-Журавском был 81 двор.
В 1914 году — х. Николаевско-Журавский Новочеркасской станицы.
В 1910 году в Табунщиковском поселении Сулинской волости на балке Грушевке было число дворов 71, жителей мужского пола 294, женского пола 293. Имелось сельское правление, церковь Никольский приход Донской Епархии и благочиния. Священник Михаил Старухин. Население хутора Табунщиково составляли: мещане, крестьяне государевы, собственники, казаки.

## Население
| 2010 |
| ---- |
| 2006 |